# Phaenocarpa brachyptera
Phaenocarpa brachyptera är en stekelart som beskrevs av Fischer 1974. Phaenocarpa brachyptera ingår i släktet Phaenocarpa och familjen bracksteklar. Inga underarter finns listade i Catalogue of Life.